# 英普公约
英普公約（英語：Anglo-Prussian Convention）於1758年4月11日在大英帝國和普魯士王國達成，此公約正式確立了自1756年威斯敏斯特公約以來有效存在的英普聯盟。
兩國同意不就單獨的和平進行談判。英國承諾向普魯士人支付黃金補貼（每年670,000英鎊，比英國以前給予盟友的任何戰時補貼都多），作為交換，英國希望普魯士人向不倫瑞克的費迪南德指揮的德國觀察軍提供步兵和騎兵，用以保衛漢諾威選侯國和鄰近地區。
英普公约還同意英國將在1757年被盟軍從法國和奧地利軍隊手中奪回的埃姆登港駐軍。這是一個重大的進展，因為英國此前拒絕在歐洲大陸部署軍隊，而國務卿威廉·皮特幾個月前就曾否認了這一計劃。

## 書籍
- Dull, Jonathan R. The French Navy and the Seven Years' War. University of Nebraska Press, 2005.
- Szabo, Franz A.J. The Seven Years' War in Europe, 1756-1763. Pearson, 2008.
- Spencer, Frank (1956) THE ANGLO‐PRUSSIAN BREACH OF 1762: AN HISTORICAL REVISION. In: History, pp. 100–102.
- Schweizer, Karl W. (1977) Lord Bute, Newcastle, Prussia, and the Hague Overtures: A Re-Examination  Published online: 11 July 2014